# Brookline (Vermont)
Brookline – miasto w Stanach Zjednoczonych, w stanie Vermont, w hrabstwie Windham.